# 경주 양동마을 송첨 종택
경주 양동마을 송첨 종택(慶州 良洞마을 松簷宗宅)은 대한민국 경상북도 경주시 강동면 양동리에 있는 조선시대의 가옥이다. 1970년 12월 29일 대한민국의 국가민속문화재 제23호로 지정되었다.

## 개요
경주 손씨 큰 종가로 이 마을에서 시조가 된 양민공 손소(1433∼1484)가 조선 성종 15년(1484)에 지은 집이다. 양민공의 아들 손중돈 선생과 외손인 이언적(1491∼1553) 선생이 태어난 곳이기도 하다.
一자형 대문채 안에 ㅁ자형 안채가 있고, 사랑채 뒷쪽 높은 곳에 신문(神門)과 사당이 있다. 안채는 지붕 옆면이 여덟 팔'(八)'자 모양인 팔작지붕이고, 사랑채는 지붕 옆면이 사람 인'(人)'자 모양인 맞배지붕이다.
사랑방과 침방이 대청을 사이에 두고 'ㄱ'자형으로 놓여 있는 사랑채 뒷편 정원에는 수백년 묵은 향나무가 있다. 대개 사랑방은 큰 사랑방 대청 건너편에 작은 사랑방을 두는 것이 보통이지만, 이 집은 작은 사랑을 모서리 한쪽으로 두어 방과 방이 마주하지 않도록 한 점이 눈길을 끈다. 또한 일종의 마루통로 형식으로 꾸민 점 역시 특이하다.
종가다운 규모와 격식을 갖추고 있으며 사랑채 뒷편 정원의 경치 역시 뛰어난데, 건물을 지은 수법과 배치 방법들이 독특하여 조선 전기의 옛 살림집 연구에 중요한 자료가 되고있다.

## 명칭 변경
1970년 12월 29일 지정 당시 명칭은 월성손동만씨가옥(月城孫東滿氏家屋)이었다.
2007년 1월 29일 사랑 대청에 걸린 편액인 '서백당(書百堂)'을 따서 문화재 명칭을 양동 서백당(良洞書百堂)으로 변경하였다. 서백당(書百堂)은 참을 인(忍)' 자를 100번 쓴다는 의미이다.
2017년 2월 28일 송재 손소의 종택으로 별호인 송첨(松詹)편액이 사랑채에 걸려있는 집으로 경주 양동마을 송첨 종택(慶州良洞마을 松詹宗宅)(Songcheom Head House in Yangdong Village, Gyeongju)으로 문화재 명칭이 변경되었다.

## 같이 보기
- 경주 양동마을
- 이언적
- 양동의 향나무 - 경상북도 기념물 제8호

## 참고 자료
- 경주 양동마을 송첨 종택 - 국가유산청 국가유산포털